# 沈约
| 中國二十四史 | 中國二十四史   | 中國二十四史 | 中國二十四史 | 中國二十四史 |
| 次序         | 書名           | 作者         | 作者         |              |
| 次序         | 書名           | 姓名         | 時代         |              |
| ------------ | -------------- | ------------ | ------------ | ------------ |
| 1            | 史记           | 司馬遷       | 西漢         |              |
| 2            | 汉书           | 班固         | 東漢         |              |
| 3            | 后汉书         | 范曄         | 劉宋         |              |
| 4            | 三國志         | 陈寿         | 西晋         |              |
| 5            | 晋书           | 房玄龄等     | 唐           |              |
| 6            | 宋书           | 沈约         | 蕭梁         |              |
| 7            | 南齐书         | 萧子显       | 蕭梁         |              |
| 8            | 梁书           | 姚思廉       | 唐           |              |
| 9            | 陈书           | 姚思廉       | 唐           |              |
| 10           | 魏书           | 魏收         | 北齐         |              |
| 11           | 北齐书         | 李百药       | 唐           |              |
| 12           | 周书           | 令狐德棻等   | 唐           |              |
| 13           | 南史           | 李延寿       | 唐           |              |
| 14           | 北史           | 李延寿       | 唐           |              |
| 15           | 隋书           | 魏徵等       | 唐           |              |
| 16           | 旧唐书         | 刘昫等       | 后晋         |              |
| 17           | 新唐书         | 欧阳修等     | 北宋         |              |
| 18           | 旧五代史       | 薛居正等     | 北宋         |              |
| 19           | 新五代史       | 欧阳修       | 北宋         |              |
| 20           | 宋史           | 脱脱等       | 元           |              |
| 21           | 辽史           | 脱脱等       | 元           |              |
| 22           | 金史           | 脱脱等       | 元           |              |
| 23           | 元史           | 宋濂等       | 明           |              |
| 24           | 明史           | 张廷玉等     | 清           |              |
| 相關         | 東觀漢記       | 劉珍等       | 東漢         |              |
| 相關         | 新元史         | 柯劭忞       | 民國         |              |
| 相關         | 清史稿         | 趙爾巽等     | 民國         |              |
| 相關         | 點校本二十四史 | 顧頡剛等     | 共和國       |              |

沈約（441年—513年），字休文，吳興郡武康縣人（今浙江省德清縣西:30），南朝時的文學家與史學家，歷仕劉宋、南齊、南梁三朝。謚號隱侯。沈約出身於世家豪族，少年孤貧，劉宋至南齊初年在外郡的幕府中擔當參軍等職，後隨太子蕭長懋調回京師，擔任太子家令等職，以文才見稱，為蕭長懋與其弟竟陵王蕭子良的門客，與謝朓、蕭衍等人合稱竟陵八友，為一時文學宗師。其後蕭衍舉兵抗齊，沈約力勸其問鼎帝位，有功於南梁的建立，先後官拜尚書僕射、尚書令、太子少傅。
沈約善寫樂府，詩歌早期雕琢滯重，中年以後轉趨簡易流暢，聲律方面沈約等人闡發四聲理論，提出作詩的四聲八病說，開創永明體詩歌。史學方面，沈約撰有正史《宋書》，其書內容繁富，缺點是避諱和曲筆太多。政治思想上，沈約主張嚴格辨別士族與庶族，維護衣冠之族。哲理思想方面，沈約兼受道家老莊及佛學思想影響。吳興沈氏世奉天師道，沈約不忘道教之餘，亦醉心於佛學，尤其著重慈悲和不殺生之說。六朝後期沈約才名甚高，名重士林，其詩作入唐以後則不甚受到重視。

## 家世
沈約祖先沈戎於東漢初年，自九江郡遷移到會稽郡烏程縣，其後該地輾轉改劃為吳興郡武康縣。吳興沈氏世代為武將，是強而有力的地方豪族，財力豐厚，聲勢浩大，遇有戰事時屢屢組織起鄉兵:156-158，但與王、謝等僑姓士族相比，只能算是寒門:187。沈約高祖父是沈警，曾祖父沈穆夫，祖父沈林子，沈林子曾在征服後秦的戰爭中立功:157、159；沈約父親沈璞，母親謝氏。441年沈約於建康出生時，沈璞是揚州刺史始興王劉濬的主簿，深受劉濬信賴，453年沈璞遷官淮陽太守，同年宋文帝被太子劉劭殺害，沈璞受命將沈約等一家老弱送到首都為人質。劉劭三弟、江州刺史武陵王劉駿起兵討伐劉劭，沈璞直至劉駿來到淮陽才投降，因與劉駿心腹顏竣不和，被以投降太晚為借口而遭處斬:160。

## 生平

### 劉宋時
441年沈約於建康出生， 453年十三歲時，父親沈璞被劉駿心腹斬殺，沈約為逃避官府的追究而躲藏起來，不久朝廷發出赦免令。沈約自此生活貧困，有時要從族人那裏乞討米糧，為了前途日以繼夜勤奮讀書:160、162。約460年，沈約以奉朝請一職初入仕:147，其後獲得與父親沈璞熟悉的蔡興宗招納為門客，約465年，得蔡興宗介紹而擔當奉敕命撰述《晉書》。467年，沈約出任時任安西將軍郢州刺史的蔡興宗的外兵參軍兼記室；472年，蔡興宗出任征西將軍荊州刺史，沈約又任其征西記室參軍。472年，蔡興宗去世，沈約改任安西將軍郢州刺史晉熙王劉燮的法曹參軍，再次奉職於郢州。當時的同僚有庾杲之和范雲。不久，沈約遷官尚書度支郎，從郢州回到首都建康:162-163。

### 南齊時
479年，蕭道成滅宋建立南齐，沈約在新王朝被任命為征虜將軍雍州刺史蕭長懋的記室參軍。482年，蕭賾繼位，蕭長懋立為太子，沈約也從襄陽回到京師，被任命為東宮校尉或家令，又任命為直永壽省而校定四部圖書。484年，作為太子家令兼任著作郎，沈約這時傾力撰述「起居注」和《宋書》。齊武帝永明（483—493）年間，因太子蕭長懋喜好文章，聚集了沈約、虞炎、范岫、周顒、袁廓等文人。487年，蕭長懋之弟竟陵王蕭子良於雞籠山開設西邸，聚集文學之士，沈約成為其中的談客:164，與謝朓、蕭琛、范雲、任昉、蕭衍、陸倕、王融合稱竟陵八友，一同作詩唱和，並讓名僧來講佛法，製作梵歌新曲。沈約等人在梵歌的啟發下，闡發四聲理論，沈約並作有《四聲譜》。493年，蕭長懋去世，而竟陵王無法嗣位，翌年逝世，沈約一度任吏部郎，不久出任寧朔將軍東陽太守而離開國都:165-166:186。496年，沈約晉升為輔國將軍、五兵尚書而回到建康:219，再升為閑職國子祭酒。這時沈約有意歸隱，498年，一度來到天台桐柏山金庭館與道士一同生活。499年，沈約回到建康出任左衛將軍。500年末，雍州刺史蕭衍在襄陽舉兵反抗東昏侯蕭寶卷，翌年東昏侯被殺，蕭衍奪得大權，沈約受任用為蕭衍的驃騎府司馬，從此熱心遊說蕭衍篡奪蕭齊:169-171。

### 南梁時
502年在蕭衍登基之日，沈約預先準備好蕭衍接受齊和帝禪讓時所需的一切詔誥的草案，以及新王朝的人事名單，協助成就帝業，事後並成功遊說蕭衍殺害已遜位的齊和帝。沈約在新王朝受任命為尚書僕射，職位僅次於尚書令王亮，但未實際掌握政治大權，也沒有得到蕭衍的完全信任。南齊永明時期沈約已號稱「獨步」文壇:172-173，入南梁後更被尊為文學宗師，培養和扶植了不少年輕的作家，例如他曾向梁武帝大力推薦王筠:75、87，一共推舉過20多位作家和詩人:289。沈約醉心文學，有多達兩萬卷的藏書，協助蔡法度撰定《梁律》，並編集吉凶軍嘉賓五禮，撰定郊廟樂辭，常在公宴席上與梁武帝和詩。沈約晚年在建康城東郊鍾山山麓的東田修蓋了邸宅，和文人們一起作詩。507年，沈約晉升尚書令；510年，沈約七十歲，卸下尚書令職務，轉為侍中左光祿大夫領太子少傅:174-176，但他對左光祿大夫一職有所不滿，通過徐勉的介紹而想得到開府儀同三司之職。在臨終的床上，沈約夢見齊和帝站在枕邊，要割取他的舌頭，而巫師所說的話也與其所夢見一樣，於是他請來道士對天上章，懺悔齊梁的禪讓革命並不是自己倡議而招致的:177、191-192。513年去世，死後被謚為隱侯:126。

## 文學

### 詩歌
沈約現存詩歌有238首，當中有59首是因公而作的郊廟歌辭等。徐陵編《玉台新詠》，收錄沈約詩31首，除梁簡文帝、梁武帝以外，居歷代作家之冠；《文選》則收錄沈約詩歌13首:126-127。沈約現存樂府曲題38首，其中14首是對陸機舊題所作的仿效，如《日出東南隅行》、《長歌行》、《君子行》等。有些樂府詩既繼承了陸機，也受顏延之和謝靈運影響。以《君子有所思行》為題，陸機寫洛陽，謝靈運寫建康，沈約寫咸陽，幾首詩都以登高遙望都市為主題，主體描寫都市的奢華，最後結以勸誡:17-18。田曉菲指出，沈約的擬詩很有可能是早期作品，措辭典雅奧澀，帶有劉宋詩歌的濃郁滯重色彩，和蕭齊時代詩歌之清麗流暢截然有別。在永明時代，沈約創作用樂府舊題為題材的詩，緊扣曲題，如《芳樹》寫開花的樹:19、22，語言簡明清新，很多詞語諸如「非一香」、「多異色」、「不可識」、「對之長歎息」，都具有散體的直白順暢，口吻流利的效果。人到中年的沈約，在永明年間完成了一次脫胎換骨的變化，作品變得簡易流暢，不再雕琢滯重:23-24。沈約於南齊時所作的組詩《遊鍾山詩應西陽王教》五首頗有意趣，第一首詩末先寫建康城北邊鍾山的青翠聳拔:170-172，第二首寫從他處遠望這座山的景色，第三首則是從這座山眺望出去的景色，第四首描寫山上僧人的滿足和寧靜，第五首以皇子出遊作結:174、172。
鍾嶸認為沈約學習鮑照詩，繼承了鮑照詩的通俗風格:143-144。沈約的樂府詩與古詩往往假托「閨怨」以抒情，如《登高望春》、《攜手曲》、《夜夜曲》等。沈約也善寫美女的姿態和動作的艷情詩，如《少年新婚為之詠》、《六憶詩》、《擬三婦》等，成為後來流行的宮體詩的先驅:127-128。《少年新婚為之詠》由三個段落構成，第一段描繪了婀娜多姿的「柳氏女」，第二段轉寫「少年」對女郎所懷的憂傷心情，第三段以少年為說話者，作一番自誇結束。這是倣效《日出東南隅行》古辭的三段結構，卻並無古樂府那種樸素的風格，而是著意渲染刺激官能的氣氛，點綴著情欲的描寫:134-135。竟陵八友聚集於西邸，約在490年前後，其活動之一乃是創作詠物詩。沈約善寫詠物詩，其《十詠》中的《領邊繡》與《腳下履》兩首，都直接取材於女性物品:137。
沈約現存詠物詩有47首，其四句詠物詩多有新題材，如《詠帳》、《詠菰》、《侍宴詠反舌》、《詠杜若》。《詠杜若》：「生在窮絕地，豈與世相親。不顧逢採頡，本欲芳幽人。」描寫香草杜若與世俗隔絕，棲隱而生，氣味芬芳:197-198、200。沈約的八句詠物詩中，新題材較少，《詠桃》、《詠柳》、《詠箎》都是以閨怨為主題。《詠桃》把桃子聯繫以閨怨之情，吟詠女子等待丈夫的遐想，續之以看到漂亮的桃子而傷心:204、202。沈約的詠物詩積極使用新詞語，如《詠雪應令》中的「寒蘆」、「夜雪」、「曉風」；《和劉雍州繪博山香爐》中的「奇態」、「蘭煙」等:204、206。羈旅詩方面，沈約《循役朱方道路》將其離京旅途寫成移動的風景，給人離去時漸行漸遠之感，詩中名句「江移林岸微，巖深煙岫復」寫出詩人轉移的視線:119-120。山水詩方面，沈約《早發定山》摹寫了定山周圍一番移動中的風景，詩人先突出定山的高聳，隨著乘船遠離而看見江水奔流，岸邊野花盛放。沈約出任東陽太守時建造了「玄暢樓」（現八咏楼），撰寫《八詠詩》描述玄暢樓周圍景致與夕陽之景:144、146。

### 辭賦
沈約辭賦作品大部份已佚，現存只有《梁書》本傳收錄的《郊居賦》和從唐代歐陽詢所編類書《藝文類聚》所輯出的十個片斷。他晚年所作的《郊居賦》在當時得到極高評價，其命題、立意刻意摹仿潘岳《閑居賦》和謝靈運《山居賦》:191-195，是他最負盛名的作品之一。全篇長達450句，音聲精煉華美，繁富多樣，意韻深切，情景優美:39、162、170，內容結構上，先交代沈氏家族史，然後抒發自己的隱逸之思，論述齊東昏侯時的亂政與梁武帝的登位，自己退隱郊居，描寫郊園所見景象與物外之遊，最後是對往昔的反思與表述個人追求:162-164。賦中「迹平生之耿介，實有心於獨往」坦露自己早已有「獨往」（辭官歸隱）之情，到晚年獨往之心就更強烈。晚年在郊居宅邸裏的生活，差不多已達到夙願，可以歸依佛門，過著知止知足的生活，四周萬物都各得其性。《郊居賦》描繪周圍蟲魚鳥獸草木與自己的自得之情，作者也成為自然中的一物，形成萬物調和的世界:176-177。沈約《憫國賦》描寫蕭衍向京師進發，通過義師夜間的行軍與黎明時軍馬的嘶鳴，反襯當時宮中戰戰兢兢的狼狽之狀:231。

### 文學批評
沈約認為精通韻律是文學的必要條件:187，其聲律主張標志著一種嶄新的詩歌節奏意識的覺醒:38。他把四聲理論應用於詩歌創作，強調詩句用字四聲之間相互的交替:147、279，撰寫《四聲譜》，討論具體運用聲律諧和法則的創作方法，在《宋書．謝靈運傳論》闡述其聲律諧和論的三條原則:214、221，並提出「四聲八病」說:146（「八病」沈約原本叫「八體」，入唐以後改稱「八病」:207）。八病分別是：一．平頭：第一字與第六字、第二字與第七字為同聲；二．上尾：第五字與第十字同聲:223、229；三．蜂腰：第二字與第五字為同聲；四．鶴膝：第五字與第十五字為同聲:229、231、233；五．大韻：一韻中用了與韻字同韻的字；六．小韻：二句十字間，除韻字外運用同韻字:244、248；七．傍紐（大紐）：一韻十字中同聲母；八．正紐（小紐）：一韻中「隔字雙聲」:249、265。前四病（平頭—鶴膝）是沈約引為自負的新發現，是由新知識四聲安排的聲病，較受重視；後四病（大韻—正紐）則是由傳統的雙聲疊韻安排的聲病，重要性較低。沈約等人按照自己闡發的四聲諧和法則作詩，其詩歌作品世稱「永明體」:210、216。沈約在詩歌中嚴格回避八病中上尾、鶴膝二病，如《遊鍾山詩應西陽王教》全詩40句，顯示了井然有序的四聲對應關係，無一處觸及禁忌:148-149。一時遠近文人都學習聲律諧和的法則作詩，聲韻作詩法大為流行:217。
吳妙慧則認為沈約並無創立「八病」之說，沈約的基本主張只是：作詩在同句之內與對句之間，應當使用不同音調的音節，從而避免音調的重複:34、38。到了梁代，沈約已被尊為文學宗師，評價諸多作家的詩文:173，對當代有名的作家都加以讚賞獎勵:87。沈約又注釋阮籍《詠懷詩》:233。

## 史學
487年春，沈約時任太子家令兼著作郎，接受敕命撰寫《宋書》，於翌年二月完成《宋書》100卷，此書受後人視為正史之一:181。沈約《宋書》部份依據於徐爰《宋書》:19；他批評何承天、山謙之、蘇寶生、徐爰等人編寫的劉宋史書首尾不夠完備，難以取信:181。沈約《宋書．謝靈運傳論》論述自古代至劉宋的文學變遷，首創對古今文學史的泛論，促進了後人對文學史的自覺:272、274。《宋書》八志提供了劉宋時期天文曆法、禮樂制度、官吏制度、自然地理、物產氣候和州郡設置的資料，劉知幾《史通》讚賞《宋書》內容「繁富」，趙翼讚賞《宋書》列傳中附傳的寫法，認為是「作史良法」:17、23、21。但《宋書》既有所避諱，亦有所曲筆，劉知幾批評《宋書》「多妄」、「多詐」，而且「好誣先代」。例如沈約把宋孝武帝的政治比擬為桀紂暴政，又因怨恨而謾罵顏竣:182。此外，沈約編寫了《高士傳》及《俗說》，後者採集史書中的逸聞趣事:282、302。楊朝明指出，沈約整理和注釋過《竹書紀年》，形成《今本竹書紀年》，但錢大昕、洪頤煊則認為《今本竹書紀年》及其注釋都是偽託於沈約的:462-463。

## 思想

### 政治及社會
沈約主張辨別士族與庶族，維護衣冠之族。490年，他撰寫《奏彈王源》，彈劾士族王源「賣婚」，把女兒嫁給出身庶人的吳郡滿璋之的兒子，以其聘禮五萬錢來納妾。沈約要求將王源免官，並終身剝奪任官權:187。沈約的言論反映了南朝貴族的保守，一心維護自己的社會地位:18。沈約在梁朝當政時又要求清查戶籍:187，向梁武帝上奏，指出家譜的重要性，建議利用晉代的舊籍，以便編訂準確的家譜，並指出必須保護歷年來遭受嚴重破壞的晉代舊籍:16。他抨擊富裕的庶族通過行賄，來改寫自己的戶籍，以求改注士籍，不必繳稅和服役。沈約要求杜絕檢校戶籍造假的機會，並建議選擇史傳學士共同校勘戶籍和家譜，用晉籍和劉宋時的戶籍作參照:17。發現譜牒有所虛假就加以處罰，以確認士族的身份，抑壓庶民攀附:187-188，維護以出身為原則的門閥貴族。沈約特別痛恨庶民出身的「親幸小人」，他心目中的貴族，基於門第的同時，擁有出色的文化傳統:189-190，強調以才取士，反對單憑「世族高卑」來任命官員:14。

### 哲學
沈約受道家與佛教哲學的共同影響，其《形神論》一文結合老莊思想和佛教義理，指出凡人在專心凝思的一念之間，不再感到七尺神軀的存在；凡人只能在一念之間做到這一點，聖人卻可以無念不盡。聖人沒有自我:169，他的身體本來就是空虛的。聖人與凡人的區別，不在於能夠專心凝思以至忘懷身軀與外物，而在於專注凝思的持久力；聖人可以窮盡每一瞬間的潛力，其精神永遠處於清醒和凝聚的狀態。凡人可以做到片刻的忘我，而聖人的忘我卻是常態。沈約強調聖人之「無己」，也就意味著他相信凡人之「有己」，這是在老莊哲學的意義上而不是佛教的意義上運用「己」的概念:170。在專心致志的凝思中，身體的存在變得不再重要，自我的意識也自然消失。沈約《神不滅論》具有莊子哲學的意味，提出紛擾的煩憂使人不能專心致志，要根治「淺惑」，必須用「兼忘」，也就是徹底地忘懷世界與自身，才能達到徹底的覺悟。沈約對佛教的理解，充斥著「無己」、「兼忘」這些老莊哲學概念，相信定力可使人達到最終覺悟:171-173。處世方面，沈約追求拯救自己，獨善其身而不是兼濟天下:202，憧憬隱逸的生活:192。

## 宗教

### 道教
沈氏一族世奉天師道，沈約高祖父沈警和曾祖父沈穆夫都是天師道信徒，曾支持東晉末年孫恩的叛亂。492年，沈約與孔稚珪、陸澄、虞悰、張融等，一同向朝廷推舉了隱居於浙江太平山，世傳天師道的道士杜京產。南齊末年，他曾前往天台桐柏山金庭館與道士一同棲隱:192。沈約仰慕興世館主道士孫遊岳，並深受茅山道士陶弘景影響。他與陶弘景交情深厚，在赴任東陽太守時，就再三寫信邀請陶弘景到當地去。沈約臨終前並請道士到枕邊:193、195，為他上章懺悔齊梁革命並不是自己倡議而招致的。他並認真考慮依靠道教的方術以求養形永生:192、196。沈約《鍾山詩應西陽王教》融合佛道思想，抒發希望進入神仙的逍遙世界:209，其《早發定山》、《遊金華山》、《遊沈道士館》、《陶先生登樓不復下》等詩也表述對仙道的憧憬:214-215、225、233。他在任職東陽太守時，則與金華山道士留真人交遊:218。

### 佛教
沈約開始與沙門密切來往，並鑽研佛理，乃於出入太子蕭長懋和竟陵王蕭子良門下時。此二人都是熱心的佛教徒，常邀請高僧前去。沈約畢生與僧人慧約友好，在有關范縝《神滅論》的辯論中，沈約明確地支持神不滅論:193-195。509年，沈約發願舍身，在東田的邸宅邀請居士一百人，設八關齋，站在諸佛眾聖和諸大德面前發誓。他接受佛教慈悲的教誨，作有《究竟慈悲論》:198-199、197，指出佛陀的教法是基於慈悲，而慈悲的精要是保全生命和不殺生，禁斷一切酒肉，即是為此；更進一歩，連蠶衣絹帛亦不得穿用:190-191。在各種罪障中，首先要向諸佛眾聖懺悔的，就是曾損傷生命:198。沈約《均聖論》與陶弘景論爭，指出佛教五戒中的不殺生戒為最重要，而其餘四戒則外典亦為所禁。佛教的慈悲與儒家教化要不矛盾的，可以共通。人自無始的前世以來，即背負罪業，即殺害生物而食，要消除「染心」，只有虔誠地懺悔:191-192。只有在佛前，在眾僧的參加下行懺悔，才能消除所犯的罪業。若能在佛前消滅罪業，則能淨心相續，努力於日日磨練，歲歲清淨，終必到達佛陀的道場:193。
在沈約的佛教世界觀中，三界的「有」並不存在，構成肉體的五蘊是空無的；生生不息的存在，一切都如閃電，在一瞬之間活動。正如枯井了無生機，便沉淪向生老病死苦的世界。所謂「丘井易淪」，是取自《維摩經．方便品》的譬喻:193。沈約認為聖人和凡人的「知」並不相異，只是佛了解致善的正路，而凡夫所知則是失善的邪路，由此佛與凡夫的知便有所差異。求善之心如能累積，並能體會歸善之道，必將終成佛道。沈約的佛教思想，是依據《維摩經》的空思想，以及《大般涅槃經》的佛性思想所形成的，奉行說示罪性空的《維摩經》思想，主張虔誠實踐懺悔行:194。吉川忠夫則指出，沈約認為無知的愚者是不可能達到佛的，是無可救藥，能夠達到佛的僅僅只是賢者:201。賢者異於眾人之處，在於能不斷修習佛教，精進修煉，這種主張體現了佛教成實宗的影響:24-25。

## 評價
沈約以詩人見譽。蕭綱特別讚賞沈約的詩，梁元帝蕭繹稱讚沈約「詩多而能」:89、106。《南史》記述沈約曾拒絕鍾嶸請求讚譽，鍾嶸的《詩品》可能因此對沈約詩歌的評論十分嚴厲:105，又認為沈約等人的永明體詩歌細密鑽研聲律，終於制約過多，以致有「傷其真美」:216。沈約在北齊也有文名，邢子才欣賞沈約而輕視任昉，魏收則仰慕任昉而批評沈約:173。在唐代及以後，沈約詩歌不受重視:150。唐代文人不太關心沈約提出的八病，甚至否定八病。在初唐時後四病（大韻、小韻、傍紐、正紐）已不認為是病累，幾乎無人避忌。宋代文人不滿足於唐詩，為創造新詩體，重新認識六朝的詩論，沈約的後四病再次被發現:199、203。宋代劉克莊評論說，沈約《六憶詩》之類的艷情詩，比花間詞更「褻慢」:128。明末陸時雍嘲諷沈約詩「有聲無韻，有色無華」，沒有言外之意:160。